# Dysoxylum parasiticum
Dysoxylum parasiticum är en tvåhjärtbladig växtart som först beskrevs av Pehr Osbeck, och fick sitt nu gällande namn av André Joseph Guillaume Henri Kostermans. Dysoxylum parasiticum ingår i släktet Dysoxylum och familjen Meliaceae. Inga underarter finns listade i Catalogue of Life.